# Ternopil
Ne doit pas être confondu avec Thermopyles ou Tchernobyl.
Ternopil (en ukrainien : Тернопіль) (Tarnopol en polonais, Ternopol en russe : Тернополь) est une ville de l'Ukraine occidentale et la capitale administrative de l'oblast de Ternopil. Sa population s'élevait à 224 565 habitants en 2021.
Fondée en 1540 dans le cadre du royaume de Pologne sous le nom de Tarnopol, la ville fait partie de la république des Deux Nations (Pologne et Lituanie) à partir de 1569. De 1772 à 1918, elle fait partie des territoires des Habsbourg d'Autriche, puis de l'empire d'Autriche, enfin de l'empire d'Autriche-Hongrie.
De 1919 à 1939, elle est de nouveau polonaise. Occupée par l'URSS de 1939 à 1941, puis par l'Allemagne de 1941 à 1944, elle fait partie de l'Ukraine soviétique  de 1944 à 1991 et de l'Ukraine indépendante depuis cette date.

## Géographie
Ternopil est arrosée par la rivière Seret et se trouve à 118 km à l'est-sud-est de Lviv et à 468 km à l'ouest-sud-ouest de Kiev.

## Histoire

### De 1540 à 1772: une ville polonaise
En 1540, Jean Tarnowski fonde la ville fortifiée de Tarnopol (« la ville de Tarnowski »), qui fait partie du royaume de Pologne (réuni en 1569 avec le grand-duché de Lituanie au sein de la république des Deux Nations).
En 1549, le roi Sigismond Ier accorde à la ville des privilèges (une certaine autonomie, exemptions de taxes, assemblée, etc.).
En 1653, la ville est détruite par Bogdan Khmelnitski.

### De 1772 à 1914: une ville autrichienne
Après le premier partage de la Pologne (1772), la ville fait partie des territoires annexés par l'Autriche.
De 1809 à 1815, elle est occupée par l'armée russe. Elle redevient autrichienne à la suite du congrès de Vienne (1815).
L'ouverture de la ligne de chemin de fer de l'archiduc Charles en direction de Lviv, et l'ouverture de la gare en 1870, un an plus tard allant vers Podwołoczysk contribuent au développement de la ville.
En 1880, la ville compte près de 26 000 habitants, dont la moitié est de religion juive.
En 1901, la ville est équipée d'un réseau électrique et de canalisations pour l'alimentation en eau.

### La Première Guerre mondiale et le retour à la Pologne (1914-1939)
Pendant la Première Guerre mondiale, la ville est occupée par l'armée russe de 1914 à 1917 (elle devient le siège du gouvernement de Tarnopol). Elle est pillée, brûlée ainsi que son château. Des exactions sont commises par l'armée russe lors de sa retraite en 1917.
À la suite du soulèvement national ukrainien, Ternopil est le siège du gouvernement de la république populaire d'Ukraine occidentale, réunie à la République populaire ukrainienne en janvier 1919.
Mais en juillet, la ville est reprise par l'armée polonaise.
En 1921, elle redevient Tarnopol, préfecture de la province (voïvodie) de Tarnopol.
En 1939, la ville compte près de 40 000 habitants.

### La Seconde Guerre mondiale

#### L'occupation soviétique (1939), puis allemande (1941)
Au tout début de la Seconde Guerre mondiale (en septembre 1939), Tarnopol est d'abord occupée par les Soviétiques, envahisseurs de l'Est de la Pologne conformément au Pacte germano-soviétique de 1939.
Le 2 juillet 1941, la ville est occupée par l'Allemagne hitlérienne : elle est alors rattachée au Gouvernement général de Pologne.

#### La persécution des Juifs par les nazis (1941-1944)

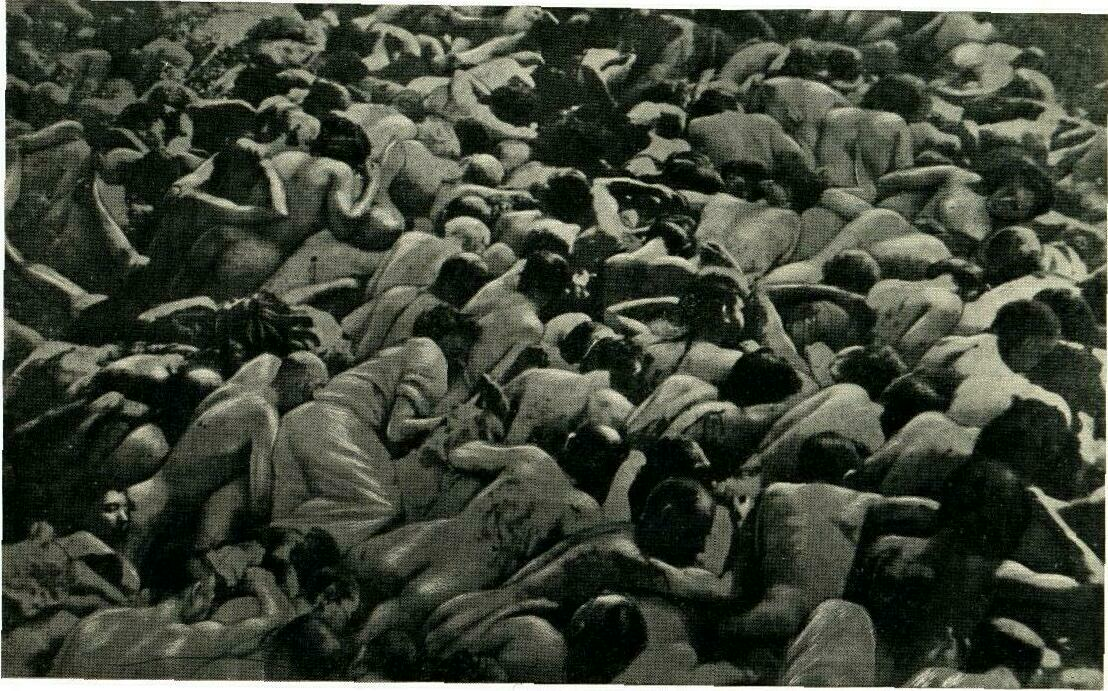
Des Juifs de la Voïvodie de Tarnopol abattus par balles, dans un charnier à ciel ouvert près de Złoczów en Galicie, dans l'oblast de Lviv. Photographie présentée lors du procès de Nuremberg.

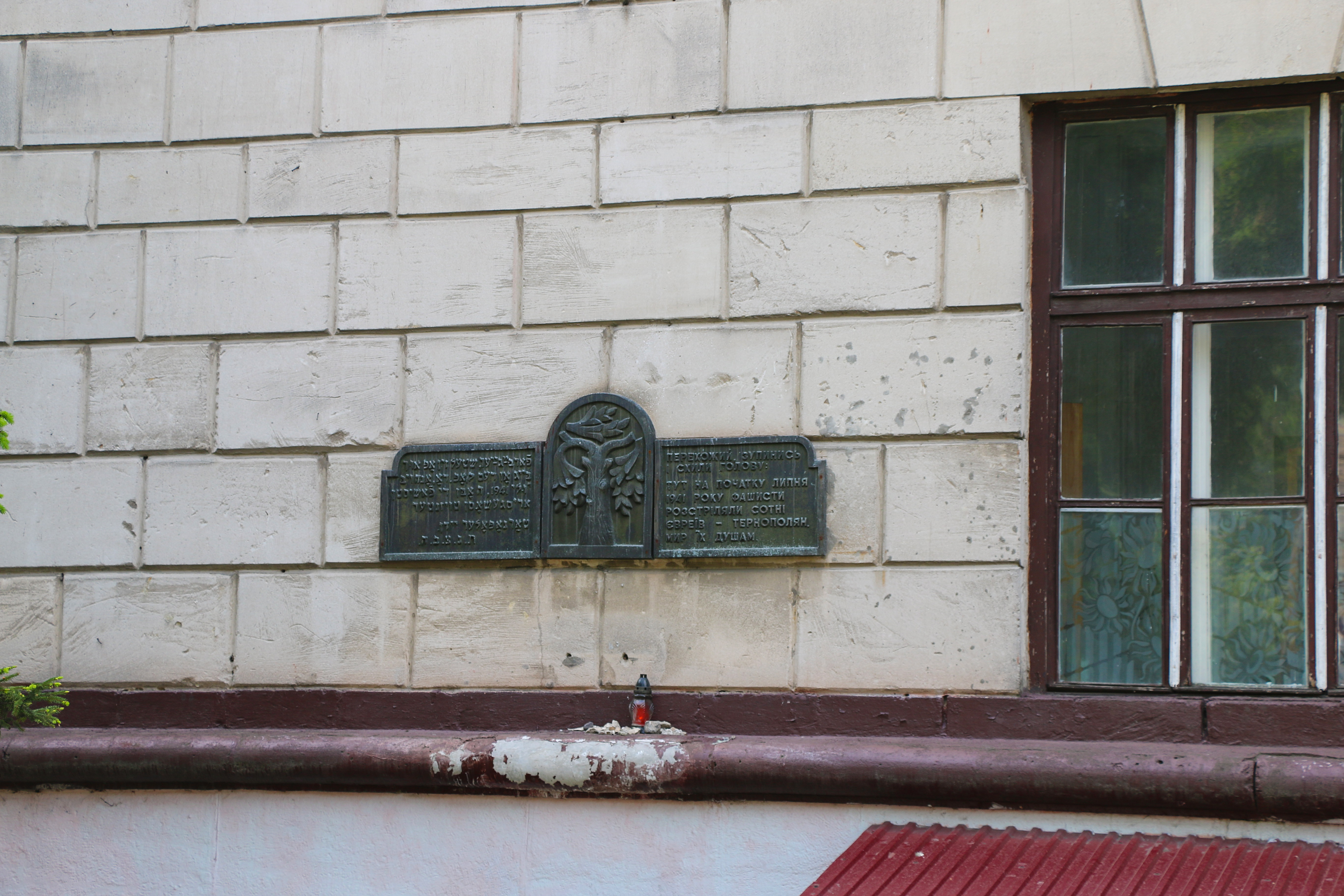
Plaque mémorielle à la persécution des Juifs par les nazis classée

La découverte de trois soldats allemands tués provoque des représailles, au cours desquelles les nazis tuent 127 Juifs mais les nationalistes ukrainiens de Stepan Bandera massacrent en complément 600 Juifs, femmes et enfants compris. Les violences s'étendent aux villages voisins.
Les Allemands, qui avaient eux-mêmes assassiné la plupart des notables et intellectuels juifs, mettent en place un ghetto en septembre 1941, le ghetto de Tarnopol. Une partie de sa population y meurt de faim, de froid ou de maladie, tandis que les autres travaillent dans plusieurs camps dans la ville et ses environs.
Entre mars et novembre 1942, de 7 000 à 8 000 Juifs sont exterminés au cours d'exécutions de masse dans les forêts environnantes ou bien dans le camp d'extermination de Bełżec. Les Juifs survivants sont finalement éliminés en totalité entre avril et juillet 1943.

#### La défaite allemande (1944)
En 1944, Hitler ayant donné l'ordre de défendre la ville jusqu'au bout face à l'Armée rouge, Ternopil est presque entièrement détruite par l'artillerie soviétique. L'Armée rouge entre finalement dans la ville le 15 avril 1944.

### L'après-guerre

#### La période soviétique

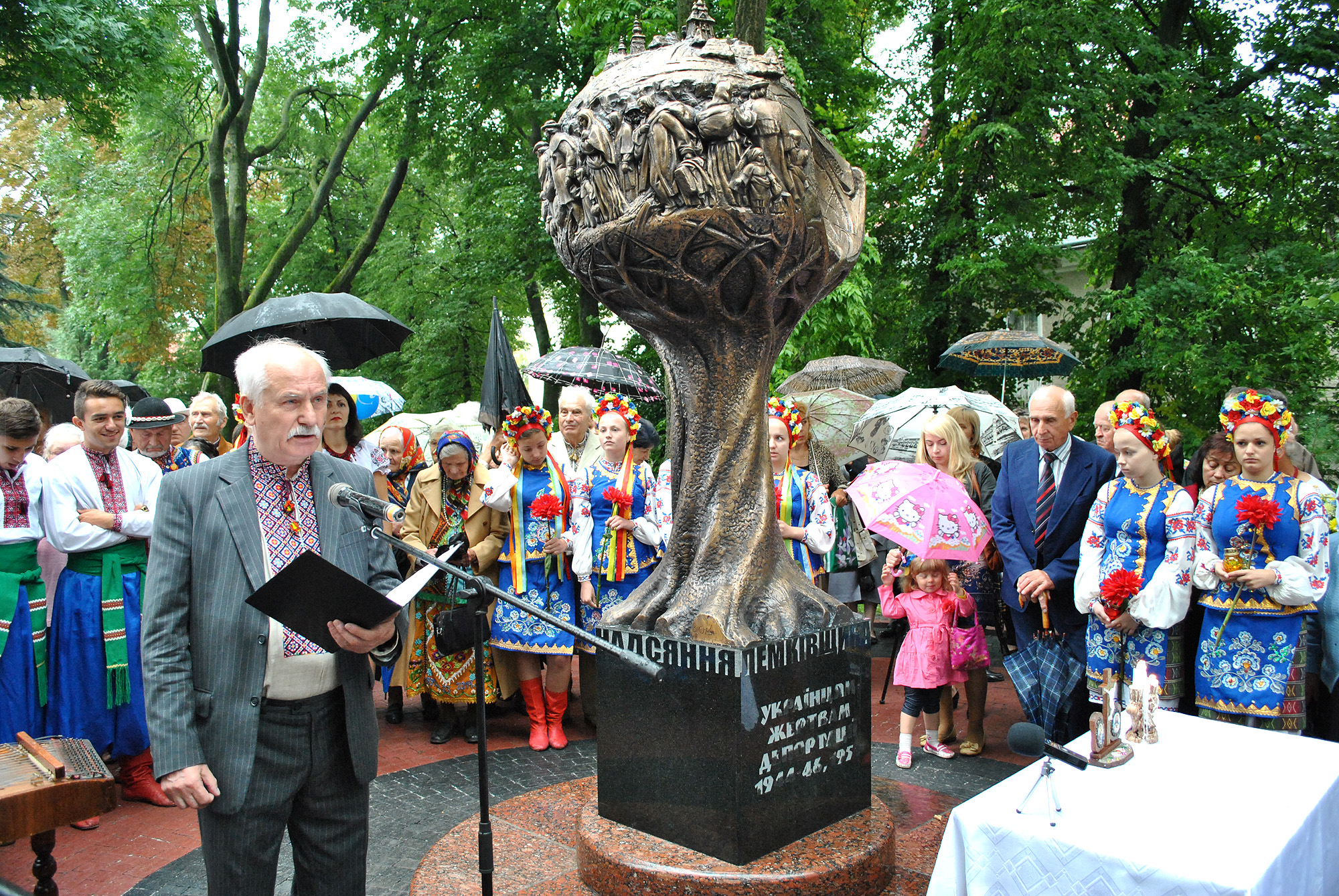
Mémorial en la déportation de 1944-46.

Après la défaite de l'Allemagne nazie, la population polonaise est expulsée vers des régions anciennement allemandes de Silésie autour de Wrocław (Breslau).
La ville est entièrement reconstruite suivant les règles de l'urbanisme soviétique et très peu d'immeubles anciens sont restaurés.

#### Après la chute du communisme
À la veille de la dislocation de l'Union soviétique, les habitants de la ville de Ternopil soutiennent activement les revendications d'indépendance de l'Ukraine.
Depuis 1991, Ternopil est un centre administratif régional au sein de l'État ukrainien devenu indépendant.

## Population
Recensements (*) ou estimations de la population :
| 1857   | 1873   | 1890   | 1911   | 1926*  | 1939*  |
| ------ | ------ | ------ | ------ | ------ | ------ |
| 17 210 | 27 405 | 30 400 | 33 900 | 30 900 | 37 500 |

| 1959*  | 1970*  | 1979*   | 1989*   | 2001*   | 2011    |
| ------ | ------ | ------- | ------- | ------- | ------- |
| 52 245 | 84 663 | 143 625 | 204 845 | 227 755 | 217 446 |

| 2012    | 2013    | 2014    | 2015    | 2016    | 2017    |
| ------- | ------- | ------- | ------- | ------- | ------- |
| 217 300 | 217 118 | 217 110 | 217 773 | 218 228 | 217 866 |

| 2021    | - | - | - | - | - |
| ------- | - | - | - | - | - |
| 224 565 | - | - | - | - | - |

## Éducation

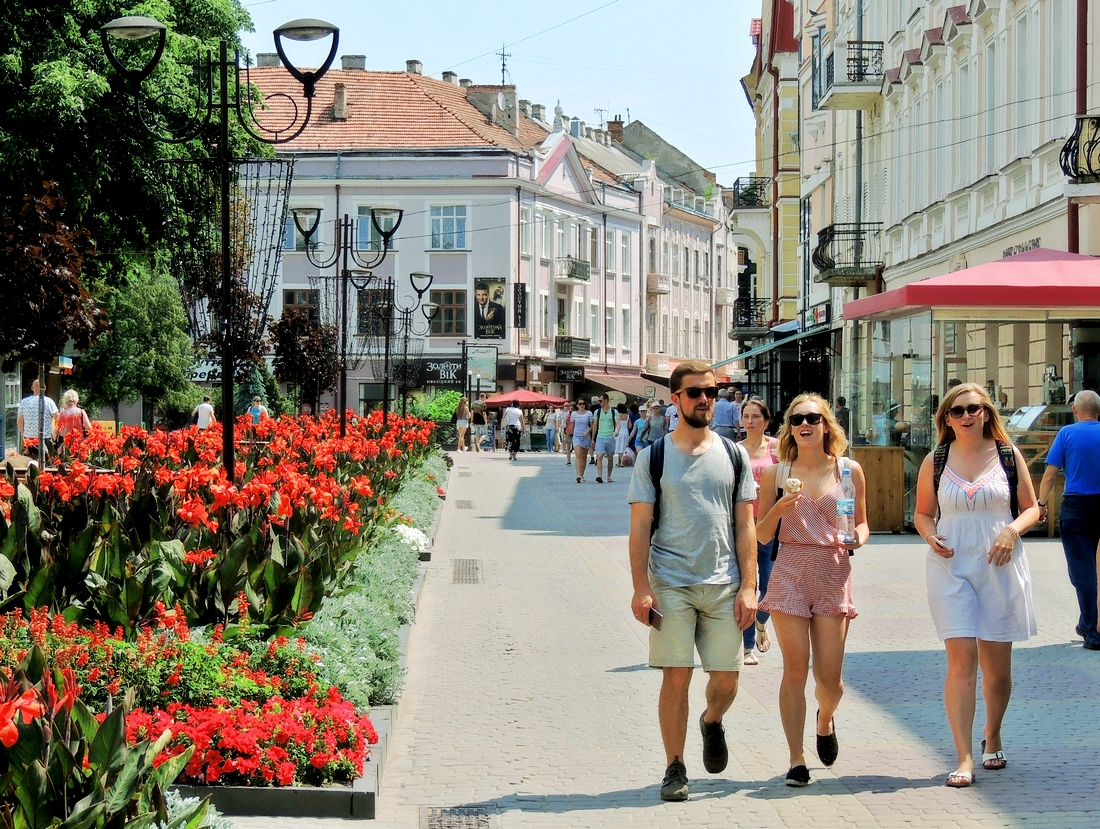
Rue piétonne dans le centre de Ternopil.

Il y a 29 écoles secondaires à Ternopil, 4 écoles, 2 gymnases, 4 collèges, 9 établissements d'enseignement supérieur.
Établissements d'enseignement supérieur :
- Université nationale d'Ukraine occidentale en économie.
- L'université pédagogique nationale Volodymyr-Hnatiouk de Ternopil.
- Université nationale technique Ivan Puluj de Ternopil.
- Université nationale médicale I. Ya Horbachevsky de Ternopil et autres.

Culturel :
- Musée d'art régional de Ternopil.
- Musée Ivan-Horbatchevsky.

## Lieux de culte

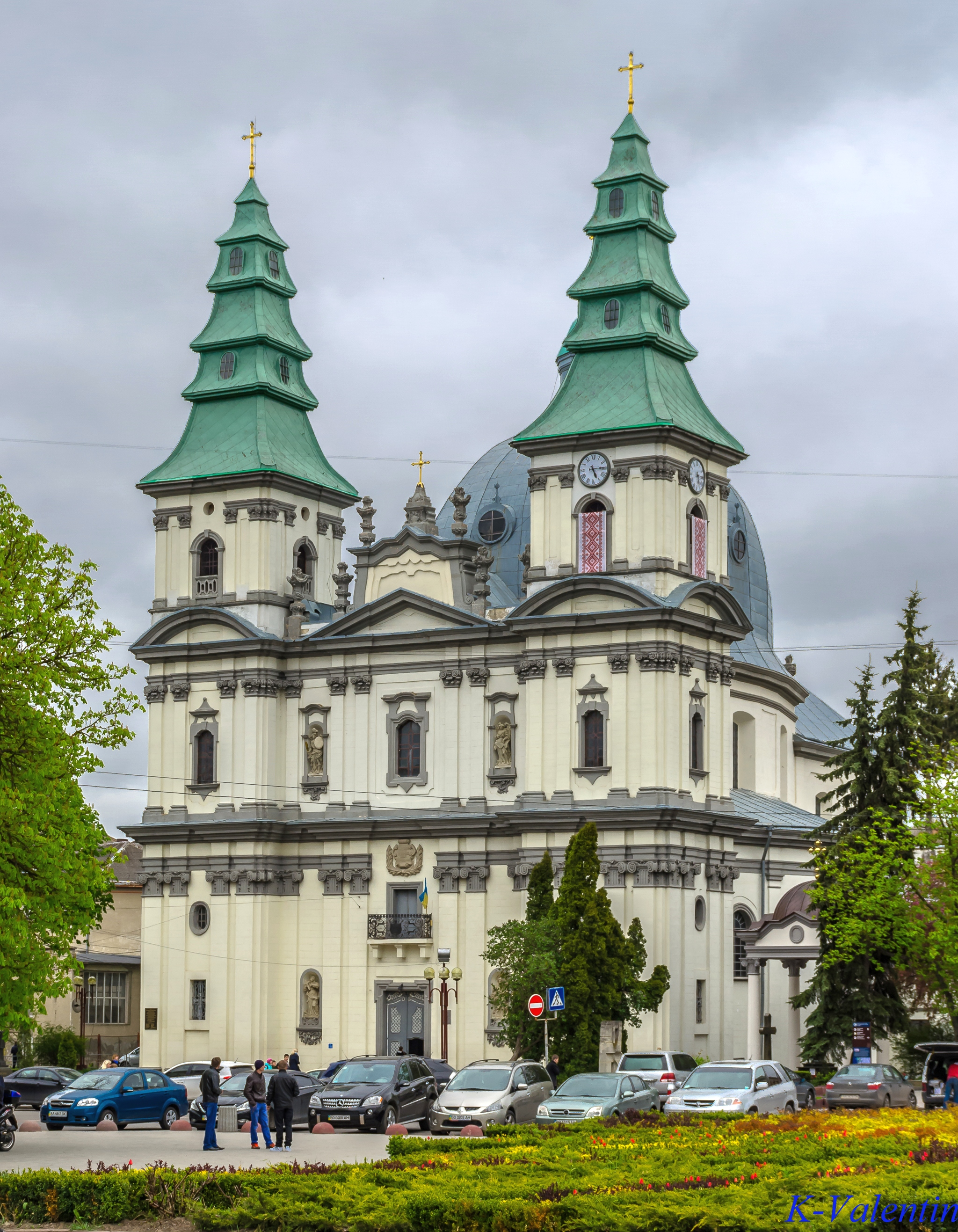
La cathédrale de l'Immaculée-Conception de Ternopil.

- L'église de l'Exaltation-de-la-Sainte-Croix de Ternopil.
- La cathédrale ukrainienne gréco-catholique de l'Immaculée Conception
- L'église de la Nativité du Christ
- Le sanctuaire Notre-Dame de Zarvanytsia abritant une icône miraculeuse du XIIIe siècle dite icône de la Mère de Dieu de Zarvanytsia (uk), sanctuaire de rite gréco-catholique. Situé à une quarantaine de kilomètres de Ternopil, fête le 22 juillet.
- Le cimetière de Mykoulyntsi.

## Transports
Ternopil se trouve à 486 km à l'ouest de Kiev par le chemin de fer, possède sa gare et à 418 km par la route.

## Personnalités

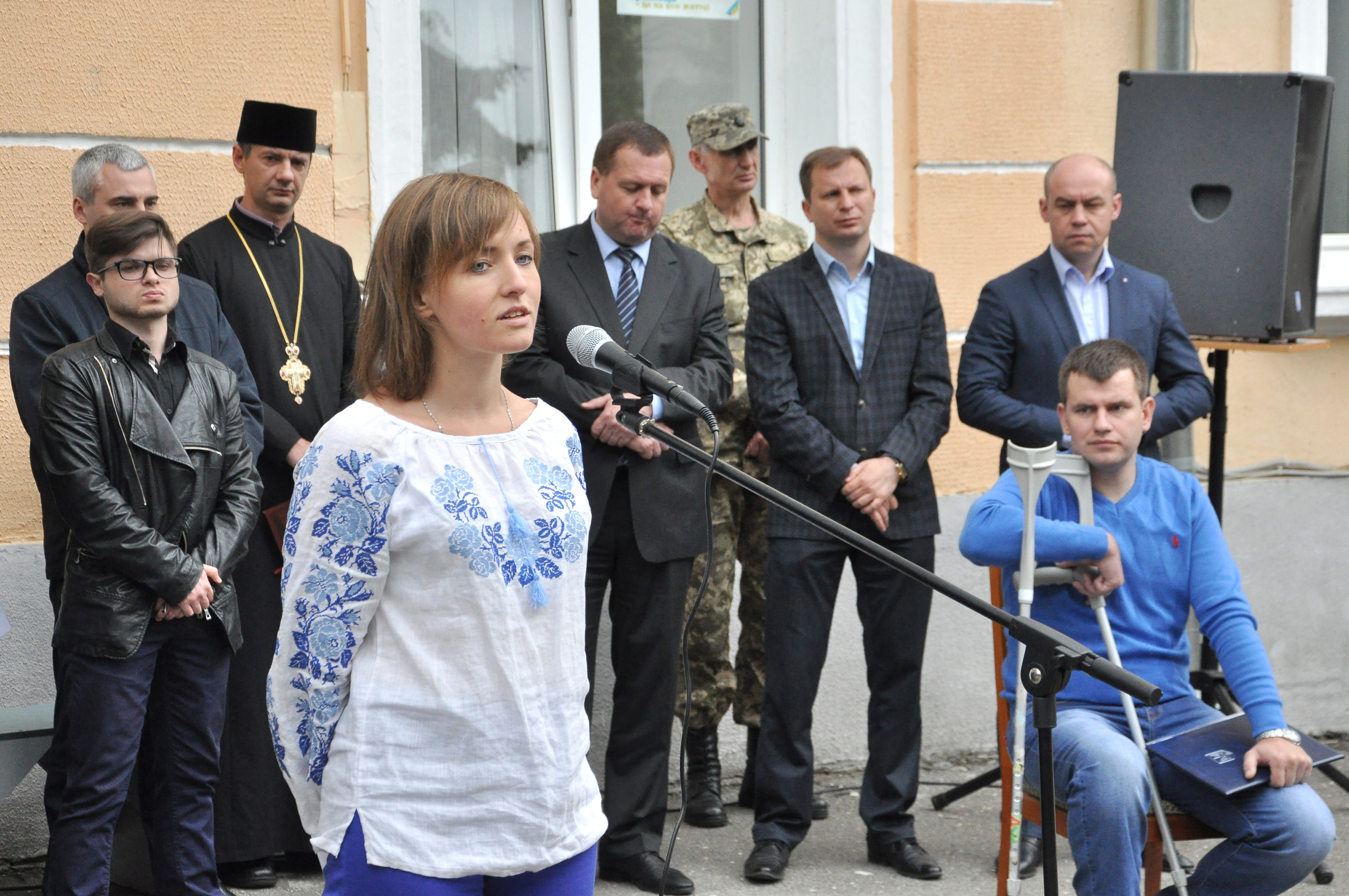
Serhyi Nadal, maire ; Stepan Barna, dirigeant de l'oblast et Anastasïia Dmytrouk, poétesse dévoilant une plaque à Oleksandr Orlyak victime de la guerre du Donbass le 28 mai 2015.

- Kazimierz Ajdukiewicz (1890-1963), philosophe polonais.
- Olga Olehivna Babiy (née en 1989), joueuse d'échecs ukrainienne.
- Mykola Bytchok (né en 1980), cardinal, évêque de Saint-Pierre-et-Paul de Melbourne des Ukrainiens.
- Franciszek Kleeberg (1888-1941), général polonais.
- Mike Mazurki (1907-1990), acteur américain.
- Karol Rathaus (1895-1954), compositeur.
- Jan Tarnowski (1488-1561), fondateur du château et de la ville.